# 呫噸
呫噸，旧称𠮿酮，是一種有機化合物，化學式為CH2[C6H4]2O。 它是一種黃色固體，可溶於普通有機溶劑。呫噸的許多衍生物都是有用的染料。

## 呫噸染料

羅丹明是具有呫噸核心的商業染料。

含有呫噸核心的染料包括熒光素、伊紅和羅丹明。呫噸染料往往是熒光和明亮的染料，顏色從黃色到粉紅色到藍紅色。許多呫噸染料可以通過鄰苯二甲酸酐衍生物與間苯二酚或3-氨基苯酚衍生物的縮合製備。

## 延伸閱讀
- Neckers, Douglas C.; Valdes-Aguilera Oscar M. . Advances in Photochemistry. 1993, 18: 315–94. ISBN 9780470133491. doi:10.1002/9780470133491.ch4.